# Důl Pokrovs'ke
Důl Pokrovs'ke je černouhelný důl, který se nachází na jichovýchodě Ukrajiny v Doněcké oblasti. Celková výtěžnost dolu se v roce 2001 odhadovala na 79,5 milionů tun uhlí. Roční produkce v roce 2001 byla 3,49 milionů tun uhlí. Důl zůstal v provozu i v průběhu ruské invanze na Ukrajinu v roce 2024.